# Elacatinus dilepis
Elacatinus dilepis es una especie de peces de la familia de los Gobiidae en el orden de los Perciformes.

## Morfología
Los machos pueden llegar a alcanzar los 2,5 cm de longitud total.

## Distribución geográfica
Se encuentra en las Bahamas, en las Islas Caimán, en algunas islas de Belice y el Golfo de Honduras.

## Observaciones
Es inofensivo para los humanos.